# Torre Pirelli
La Torre Pirelli (en italiano Grattacielo Pirelli), conocida coloquialmente como Pirellone, es un edificio de Milán, Italia, sede del Consejo Regional de Lombardía. Se encuentra ubicado en el «quartiere Centrale» del distrito «zona 2», frente a la Estación Central de Milán.
Ostentó entre 1958 y 1966, el récord de edificio más alto de la Comunidad Económica Europea, hasta la construcción de la «Tour du Midi» de Bruselas, Bélgica.

## Historia
En 1950, Alberto Pirelli, presidente de la empresa Pirelli, pidió que se construyera un rascacielos en el terreno que ocupaba la primera fábrica de la ciudad. El proyecto fue llevado a cabo por el arquitecto Gio Ponti, con la asistencia de Pier Luigi Nervi, Alberto Rosselli, Antonio Fornaroli, Giuseppe Valtolina, Egidio Dell'Orto y Arturo Danusso.
Tiene una altura de 127 metros, lo que lo convirtió en la estructura más alta de la ciudad hasta el 2009 (cuando fue realizado Palazzo Lombardia), y está hecho de hormigón (se emplearon 60.000 toneladas aproximadamente). Una vez concluido, en 1960, se convirtió en uno de los símbolos de Milán y del renacimiento económico nacional. En 1978, la compañía vendió el edificio al gobierno de la región de Lombardía y hoy en día aloja las oficinas principales del gobierno regional. El historiador del arte Hasan-Uddin Khan lo llamó "uno de los rascacielos más elegantes del mundo".
La última planta, la 31, se puede visitar de vez en cuando y funciona como belvedere: desde ahí hay un magnífico panorama de casi toda la llanura padana.

## Accidente de avioneta
El edificio sufrió el choque de una avioneta de un solo motor, una Rockwell Commander 112 suiza, el 18 de abril del 2002, cuyo trayecto original era desde Locarno hasta Milán. El aparato tenía poco combustible, y el aeropuerto de Linate estaba preparando un aterrizaje de emergencia antes de la colisión, pero el piloto de repente se desvió y voló justo en dirección al edificio. En el accidente murieron él y dos abogadas. El piloto, un suizo, tenía problemas con la policía y no se descarta la hipótesis del suicidio.